# 哈罗姆胡陶
哈罗姆胡陶，是匈牙利包尔绍德-奥包乌伊-曾普伦州所辖的一个村。总面积37.80平方公里，总人口136，人口密度3.6人/平方公里（2011年1月1日）。